# Martina Jentsch
Martina Jentsch (Leipzig, 22 maart 1968) is een (Oost-)Duitse voormalige turnster.

## Carrière

### Begin van haar carrière
Martina Jentsch werd geboren in Leipzig, waar haar beide ouders sport-studenten waren. Haar ouders accepteerden een baan in Cottbus, waar de jonge Martina al als kleuter naar de lokale turnclub ging.
Ze wist als jonge turnster al veel medailles te winnen en vertrok op jonge leeftijd naar Dresden, waar ze bij een topturncentrum ging trainen. Ondanks de heimwee naar huis en haar ouders, won haar liefde voor de turnsport en boekte ze snel progressie.
In 1983 kreeg ze een ernstige rugblessure en moest voor 18 maanden een gipskorset dragen. Ze werd als turnster afgeschreven en was al aan het aftrainen, totdat ze tegen alle verwachting in, toch besloot haar turncarrière voort te zetten.
Ze bleef bij haar trainer, Volker Parsch, bij de club SC Einheit Dresden trainen.
Volker Parsch was, in tegenstelling tot de meeste andere Oost-Duitse turntrainers, een bijzonder vriendelijke coach, die op handen werd gedragen door zijn turnsters. Martina en Volker bleven ook na haar turncarrière innig bevriend. Volker had lak aan de Oost-Duitse regels. Zo mochten Oost-Duitse sporters niet het hotel verlaten als ze een wedstrijd hadden in een van de Westerse landen. Volker hield zich niet aan de regels en nam Martina mee de stad in, waar ze op dat moment verbleven. Zo gebeurde het dat het jonge Oost-Duitse meisje opeens door de straten van New York liep, waar ze haar ogen uitkeek.

### Turncarrière en de Olympische Spelen in Seoul (1988)
In 1985 wist Martina zich te plaatsen voor het WK in Montreal (Canada) en won daar met het DDR-team de bronzen medaille.
In 1987 was ze bij de WK in Rotterdam weer van de partij en wist daar wederom Brons te winnen met het team. Ze was daar ook nog eens 7e in de meerkamp, 8e op sprong, 7e op brug en 7e op vloer.
In 1988 reisde ze af naar de Seoel, om deel te nemen aan de Olympische Spelen. Haar deelname werd een drama, omdat ze ernstig last had van een blessure aan haar voeten. Tijdens de verplichte oefeningen scoorde ze laagste scores van haar team op de onderdelen sprong, balk en Vloer, Op brug scoorde alleen Bettina Schieferdecker een lagere score.
Aan het begin van de landenwedstrijd ging het niet meer en stapte ze -tot woede van coaches en teamgenootjes- uit de wedstrijd.
Uit onderzoek in het ziekenhuis bleek dat ze twee gebroken voeten had en daarop had geturnd. De coaches en haar teamgenootjes boden hun excuses aan nadat deze prognose bekend werd.
Ze verklaarde later dat ze ergens blij was met de prognose, want het gaf haar de kans om met turnen te stoppen, waar ze naar eigen zeggen in 1988 volledig klaar mee was.

## Na haar turncarrière
Na de spelen wist ze niet zo snel wat ze met haar nieuwe leven aan moest. Ze werd assistent-trainer in Cottbus, maar dat was geen succes omdat ze helemaal weg wilde van de turnsport.
Na de val van de muur werkte ze enige tijd als serveerster in een restaurant in Cottbus, later ging ze werken in een boetiek in die stad, die ze eind jaren 90 overnam.